# بيغ ريغس: اوفر ذا رود ريسنغ
بيغ ريغس:اوفر ذا رود ريسنغ (بالإنجليزية: Big Rigs: Over the Road Racing)‏، هي لعبة فيديو إلكترونية من نوع سباق الشاحنات، وهي من تطوير فرع ستوديو ستيلر ستون الأمريكية في أوكرانيا، ونشرها غيم ميل بوبلشينغ الأمريكية، وتعمل لنظام مايكروسوفت ويندوز.

## عيوب اللعبة
لعبة بيغ ريغس: اوفر ذا رود ريسنغ هي من اسوأ ألعاب فيديو للسباقات على الإطلاق، حيث تواجه مشاكل أثناء اللعبة والتي تشمل مشاكل في اختراق الشاحنة للجدار والعمائر والأشجار دون إضرار، إضافة إلى الخلل الكبير التي جني بها مطور اللعبة وتصميم الشكل المظهري للصور والخلفيات السيئة وعدم ظهور سيارات الشرطة في هذه اللعبة وعدم تحرك المتسابق المنافس، وأكتفت اللعبة بعبارة "أنت فائز" You're Winner".